# Naturschutzgebiet Krummes Moor
Koordinaten: 53° 32′ 53,4″ N, 11° 41′ 56,3″ O
Das Naturschutzgebiet Krummes Moor ist ein 11 Hektar umfassendes Naturschutzgebiet in Mecklenburg-Vorpommern. Es befindet sich südöstlich von Crivitz, östlich von Ruthenbeck und wurde am 1. Oktober 1990 ausgewiesen. Der Schutzzweck besteht in Erhalt und Entwicklung eines durch Torfabbau entstandenen Gewässers mitsamt Uferbereichen als Brut- und Nahrungsgebiet für Wasservögel und Kranich. Der Gebietszustand wird nur als befriedigend eingeschätzt, da das Gewässer von Anglern genutzt wird mit folgenden Trittschäden und Nährstoffeinträgen. Eine Einsichtnahme in die Schutzgebietsflächen ist über einen Waldweg möglich, der am Parkplatz Ruthenbeck beginnt.